# Silent Steel
Silent Steel est un jeu vidéo d'aventure se déroulant dans un sous-marin étant sorti en 1995 sur Windows. Il a été développé et édité par la société Tsunami Media. Le jeu est entièrement conçu en full motion video avec des acteurs et des décors réels. Les seuls effets générés par ordinateur sont les scènes se déroulant en dehors du sous-marin, telles que les attaques à la torpille.

## Système de jeu
Dans Silent Steel, le joueur doit sélectionner une phrase parmi trois options différentes lorsque la vidéo est en pause. Une fois que le joueur a choisi, la vidéo reprend en prenant en compte le choix. La totalité du jeu est conçue de cette façon et cela offre au joueur différents scénarios ainsi que des fins variées.

## Synopsis
Le joueur incarne le capitaine de l'US Idaho, un sous-marin nucléaire d'attaque. Durant une patrouille de routine en temps de paix, le capitaine reçoit un message codé du commandant pour les forces sous-marines de l'Atlantique de l'US Navy. Le message stipule qu'un sous-marin libyen volé a quitté la mer Méditerranée alors qu'il est probablement doté d'armes nucléaires. Le joueur doit alors trouver et détruire le sous-marin tout en évitant les ennemis se trouvant aussi bien au-dessus qu'en dessous de la surface.

## Distribution
- Capitaine : Brian McNamara
- Commandant : Jim Metzler
- Lieutenant Wheeler : Fred Lehneg
- Aspirant Foster : John Short
- Amiral Plaskett : Charles McLawhorn
- Vice-amiral Matthews : Joy Parry
- Officier de pont : Frank Leslie
- Officier d'armement : James Middleton
- Ingénieur en chef : Keith Woullard
- Bubba Holland : Mike Kirton
- Ice Cream : Don Soper
- Danny : John Jarrett
- Aspirant Neff : Mark Lattanzio
- Voix du joueur : Greg Elliott
- Voix du narrateur : Leigh Murray